# El Golem (poema)
«El Golem» es un poema de Jorge Luis Borges escrito en 1958 y publicado en su libro El otro, el mismo (1964).
El poema de Borges fue inspirado por una antigua leyenda hebrea de Praga y está además en parte basado en una novela homónima escrita por Gustav Meyrink.
Narra la historia de Judá León, rabino de Praga, quien creó un autómata al que intentó educar. Sin embargo, obtuvo apenas una criatura torpe, carente de todo rasgo elevado. Borges reflexiona acerca del hombre como creador y sobre la imperfección de toda obra. Sobre este aspecto, Borges mismo ha dicho que "el Golem es al rabino que lo creó, lo que el hombre es a Dios; y es también, lo que el poema es al poeta". Además, notó que tanto Bioy Casares como él lo consideraban uno de sus mejores poemas.